# Dániel Böde
Dániel Böde (Szekszárd, 24 de octubre de 1986) es un futbolista húngaro que juega en la demarcación de delantero para el Paksi SE de la Nemzeti Bajnokság I.

## Selección nacional
Debutó con la selección de fútbol de Hungría el 6 de febrero de 2013 en un partido amistoso contra Bielorrusia que acabó con un resultado de empate a uno. Además disputó la clasificación para la Copa Mundial de Fútbol de 2014 y la clasificación para la Eurocopa 2016.

### Goles internacionales
| # | Fecha                    | Estadio                                    | Oponente    | Gol | Resultado | Competición                                          |
| - | ------------------------ | ------------------------------------------ | ----------- | --- | --------- | ---------------------------------------------------- |
| 1 | 23 de marzo de 2013      | Estadio Şükrü Saracoğlu, Estambul, Turquía | Turquía     | 1-1 | 1–1       | Clasificación para la Copa Mundial de Fútbol de 2014 |
| 2 | 10 de septiembre de 2013 | Estadio Ferenc Puskás, Budapest, Hungría   | Estonia     | 3–0 | 5–1       | Clasificación para la Copa Mundial de Fútbol de 2014 |
| 3 | 8 de octubre de 2015     | Groupama Arena, Budapest, Hungría          | Islas Feroe | 1–1 | 2–1       | Clasificación para la Eurocopa 2016                  |
| 4 | 8 de octubre de 2015     | Groupama Arena, Budapest, Hungría          | Islas Feroe | 2–1 | 2–1       | Clasificación para la Eurocopa 2016                  |
| 5 | 10 de octubre de 2017    | Groupama Arena, Budapest, Hungría          | Islas Feroe | 1–0 | 1–0       | Clasificación para la Copa Mundial de Fútbol de 2018 |

## Clubes
| Club        | Temporada | Liga     | Liga  | Copa     | Copa  | Copa de la liga | Copa de la liga | Europa   | Europa | Total    | Total |
| Club        | Temporada | Partidos | Goles | Partidos | Goles | Partidos        | Goles           | Partidos | Goles  | Partidos | Goles |
| ----------- | --------- | -------- | ----- | -------- | ----- | --------------- | --------------- | -------- | ------ | -------- | ----- |
| Paks        |           |          |       |          |       |                 |                 |          |        |          |       |
| 2005–06     | 19        | 3        | 0     | 0        | 0     | 0               | 0               | 0        | 19     | 3        |       |
| 2006–07     | 17        | 0        | 0     | 0        | 0     | 0               | 0               | 0        | 17     | 0        |       |
| 2007–08     | 20        | 2        | 0     | 0        | 9     | 1               | 0               | 0        | 29     | 3        |       |
| 2008–09     | 29        | 1        | 1     | 0        | 6     | 0               | 0               | 0        | 36     | 1        |       |
| 2009–10     | 28        | 8        | 2     | 0        | 6     | 2               | 0               | 0        | 36     | 10       |       |
| 2010–11     | 24        | 15       | 3     | 0        | 6     | 0               | 0               | 0        | 33     | 15       |       |
| 2011–12     | 26        | 10       | 1     | 1        | 5     | 1               | 6               | 3        | 38     | 15       |       |
| Total       | 163       | 39       | 7     | 1        | 32    | 4               | 6               | 3        | 208    | 47       |       |
| Ferencváros |           |          |       |          |       |                 |                 |          |        |          |       |
| 2012–13     | 30        | 17       | 1     | 0        | 6     | 3               | 0               | 0        | 37     | 20       |       |
| 2013–14     | 29        | 11       | 3     | 3        | 4     | 4               | 0               | 0        | 36     | 18       |       |
| 2014–15     | 29        | 13       | 6     | 5        | 4     | 1               | 3               | 0        | 42     | 19       |       |
| 2015–16     | 12        | 11       | 0     | 0        | 0     | 0               | 4               | 1        | 16     | 12       |       |
| Total       | 100       | 52       | 10    | 8        | 14    | 8               | 7               | 1        | 131    | 69       |       |
| Total       |           | 263      | 89    | 17       | 9     | 46              | 12              | 13       | 4      | 339      | 114   |

## Palmarés

### Campeonatos nacionales
| Título                     | Club              | País    | Año  |
| -------------------------- | ----------------- | ------- | ---- |
| Nemzeti Bajnokság II       | Paksi SE          | Hungría | 2006 |
| Copa de la Liga de Hungría | Ferencváros T. C. | Hungría | 2013 |
| Copa de la Liga de Hungría | Ferencváros T. C. | Hungría | 2015 |
| Copa de Hungría            | Ferencváros T. C. | Hungría | 2015 |
| Nemzeti Bajnokság I        | Ferencváros T. C. | Hungría | 2016 |
| Copa de Hungría            | Ferencváros T. C. | Hungría | 2016 |
| Copa de Hungría            | Ferencváros T. C. | Hungría | 2017 |
| Nemzeti Bajnokság I        | Ferencváros T. C. | Hungría | 2019 |
| Copa de Hungría            | Paksi F. C.       | Hungría | 2024 |
| Copa de Hungría            | Paksi F. C.       | Hungría | 2025 |

### Distinciones individuales
| Distinción                                | Año  |
| ----------------------------------------- | ---- |
| Máximo goleador de la Nemzeti Bajnokság I | 2016 |